# サターンIB
サターンIB（英語: Saturn IB サターン・ワン・ビーと発音される。日本では『サターン・いち・びー型ロケット』と呼ばれるのが一般的である）は、アメリカ合衆国のアポロ計画で使用されたロケットである。前身のサターンIの改良型であり、第二段により強力なS-IVBを搭載していた。このロケットが完成したことにより、当時開発中だった史上最大のロケットサターンVを待たずして、アポロ宇宙船を地球周回軌道に投入しテストする手段が得られたため、アポロ計画の推進に極めて大きな効果をもたらした。サターンIBは、後にスカイラブ計画やアポロ・ソユーズテスト計画でも使用された。スカイラブを含む最後の4回の飛行では、特徴である第一段燃料タンクの白と黒の塗り分けはされなかった。

## データ
| 項目               | 第一段 (S-IB)       | 第二段 (S-IVB)      | 自動制御装置 | アポロ司令・機械船                      |
| ------------------ | ------------------- | ------------------- | ------------ | --------------------------------------- |
| 全高 (m)           | 25.5                | 17.8                | 1.00         | 24                                      |
| 直径 (m)           | 6.6                 | 6.6                 | 6.6          | 3.9                                     |
| 総重量 (kg)        | 458,107             | 119,920             | 1,980        | 20,788                                  |
| 空虚重量 (kg)      | 45,267              | 13,311              | 225          | 14,098                                  |
| エンジン           | H-1ロケット8基      | J-2ロケット1基      | -            | 主ロケット1基                           |
| 推力 (kN)          | 9,122               | 890                 | -            | 97.86                                   |
| 比推力（秒）       | 288                 | 421                 | -            | 314                                     |
| 比推力（kN・s/kg） | 2.82                | 4.13                | -            | 3.08                                    |
| 燃焼時間（秒）     | 150                 | 470                 | -            | 635                                     |
| 燃料 / 酸化剤      | ケロシン / 液体酸素 | 液体水素 / 液体酸素 | -            | 四酸化二窒素 / 非対称ジメチルヒドラジン |

### 飛行スケジュール
| 飛行スケジュール              | 時間（秒） | 高度 (km) | 距離 (km) |
| ----------------------------- | ---------- | --------- | --------- |
| エンジン点火                  | -3.02      | .         | .         |
| エンジン全開                  | -0.19      | .         | .         |
| 離陸                          | 0.00       | .         | .         |
| ピッチ運動開始                | 10.0       | .         | .         |
| ロール運動開始                | 10.0       | .         | .         |
| ロール運動終了                | 38.0       | .         | .         |
| マッハ1到達                   | 62.18      | 7.63      | .         |
| 最大動圧点                    | 75.5       | 12.16     | .         |
| 傾斜角固定                    | 134.40     | .         | .         |
| 内側エンジン燃焼終了          | 140.65     | .         | .         |
| 外側エンジン燃焼終了          | 144.32     | .         | .         |
| 切り離し用ロケット点火        | 145.37     | .         | .         |
| 第一段 / 第二段分離           | 145.59     | .         | .         |
| 第二段ロケット点火            | 146.97     | .         | .         |
| 切り離し用ロケット燃焼終了    | 148.33     | .         | .         |
| 切り離し用ロケット分離        | 156.58     | .         | .         |
| 第一段 / 第二段接続リング分離 | 163.28     | .         | .         |
| ピッチ制御                    | 613.95     | .         | .         |
| 第二段燃焼終了                | 616.76     | .         | .         |
| 軌道投入                      | 626.76     | .         | .         |
| 宇宙船分離作業準備開始        | 663.11     | .         | .         |
| 宇宙船分離                    | 728.31     | .         | .         |

## 第一段 (S-IB)

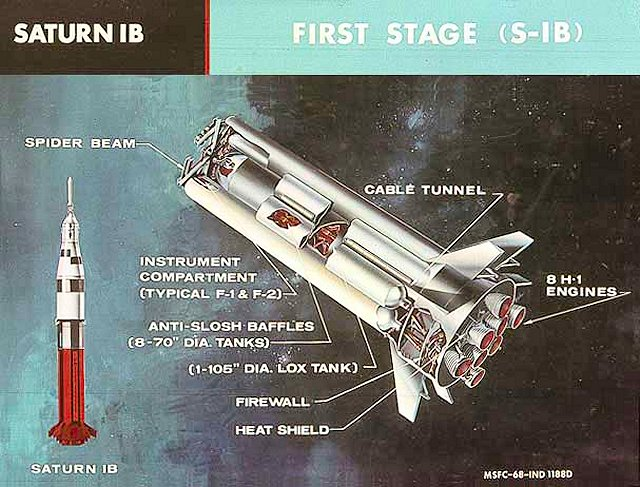
S-IB図解

第一段S-IBは、9基の燃料タンク、8枚の翼、推力支持装置、8基のH-1ロケットエンジンその他多くの部品から構成されている、地球周回軌道投入用ロケットである。燃料タンクは、ジュピターロケット用のタンクの周囲を8本のレッドストーン用タンクが取り囲む形で構成されており、中央のタンクには液体酸素が、周囲のタンクのうち4本（白く塗られたもの）には液体酸素が、他の4本（黒く塗られたもの）にはケロシンが注入される。エンジン8基のうち中央の4基は固定されており、周囲の4基には方向を制御するためのジンバル（首振り）機構が設けられている。
- 全高：25.5m
- 直径：6.6m
- エンジン：H-1ロケット8基
- 推力：928.65トン (9.1MN)
- 燃料：ケロシン155m3
- 酸化剤：液体酸素250m3
- 燃焼時間：2.5分
- 到達高度：68km

## 第二段 (S-IVB)

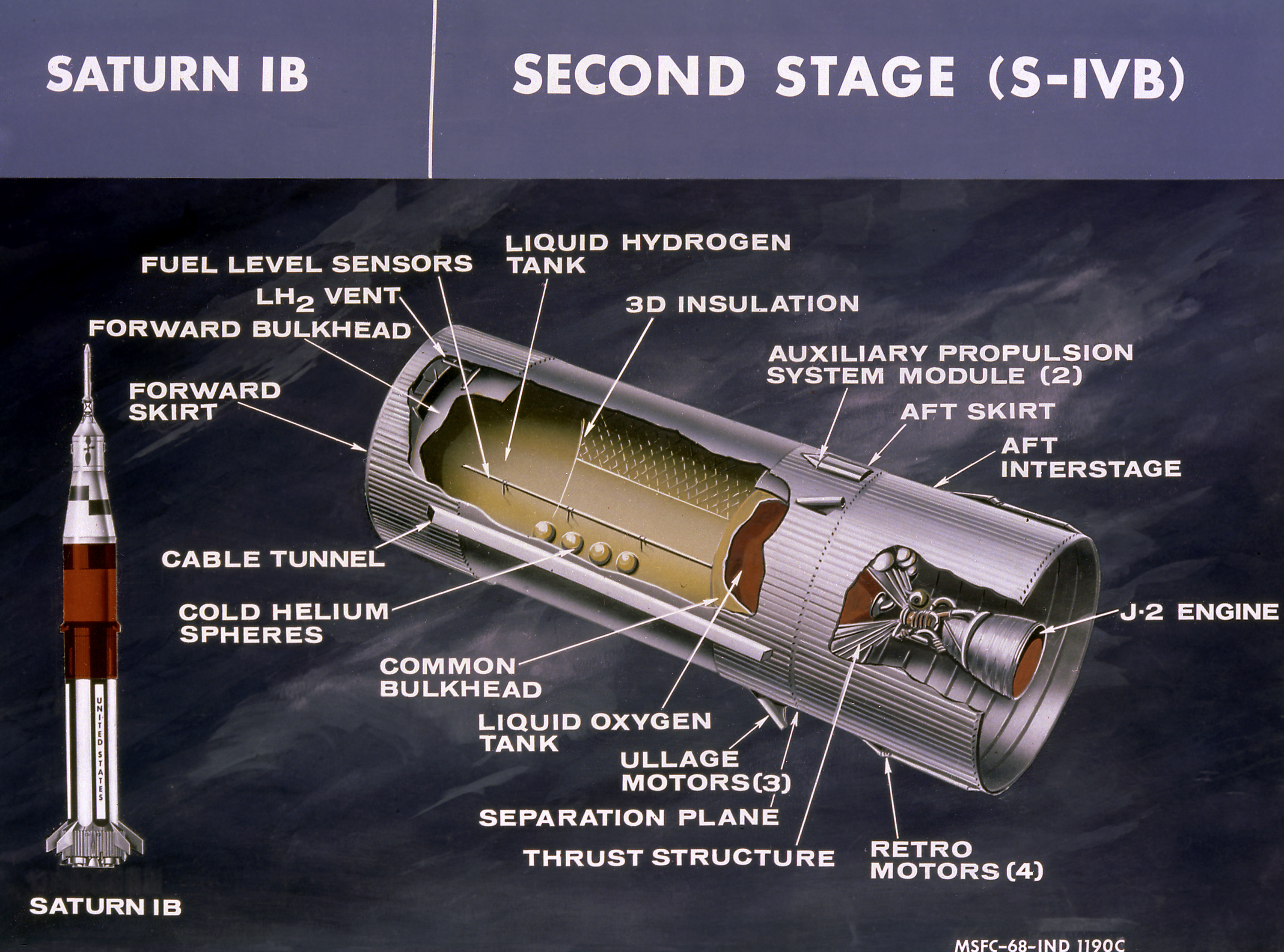
S-IVB図解

第二段S-IVBは、サターンVの三段目と基本的には同じものである。明確に異なっているのは、第一段との接続リングと補助動力装置がついていること、そして軌道上でを再点火する機能がついていないことである。エンジンはジンバル機能を持ったJ-2が一基である。液体酸素と液体水素のタンクは一枚の隔壁だけで仕切られており、これによって重量を約10トン、全長を10フィート以上削減することに成功している。
- 全高：17.8m
- 直径：6.6m
- エンジン：J-2ロケット1基
- 推力：90.6トン (890kN)
- 燃料：液体水素242m3
- 酸化剤：液体酸素76m3
- 燃焼時間：約7分
- 到達高度：地球周回軌道

## サターンIB 全飛行記録

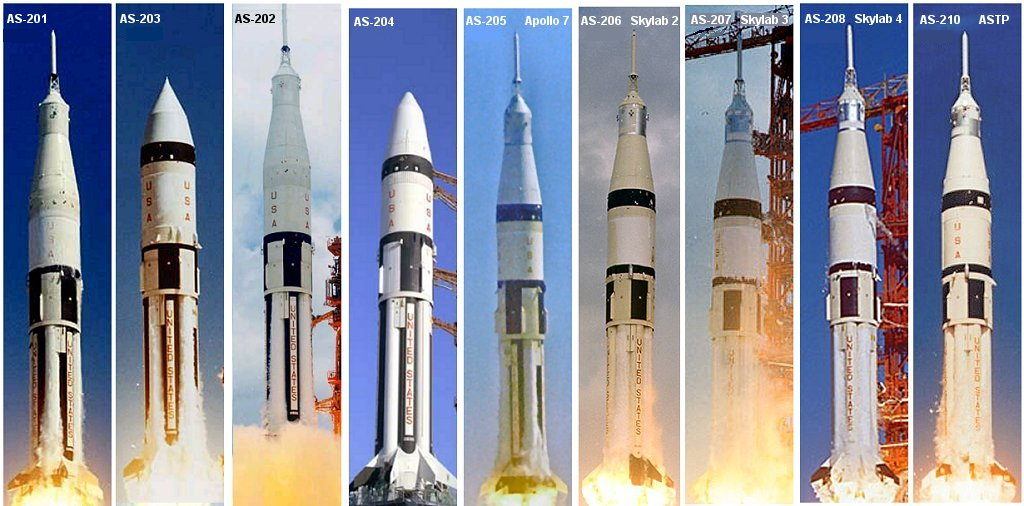
AS-201からASTPまでのサターンIB

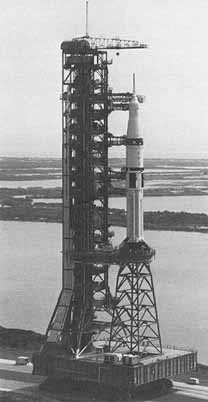
第39B発射台上のサターンIB（ロケットの下部にある骨組がミルク・ストゥール）

| SA-201 | アポロAS-201 | 1966年 2月26日 | サターンIB 初の発射。アポロ司令・機械船の無人弾道試験飛行 | | | |
| SA-203 | アポロAS-203 | 1966年 7月5日 | 第二段性能試験。地球を4周 | | | |
| SA-202 | アポロAS-202 | 1966年 8月25日 | 司令・機械船の無人弾道試験飛行 | | | |
| SA-204 | アポロ5号 | 1968年 1月22日 | 本来はアポロ1号で使用されるはずだった機体。アポロ月着陸船無人試験飛行。地球を36周 | | | |
| SA-205 | アポロ7号 | 1968年 10月11日 | アポロ宇宙船初の有人飛行。地球を163周 | | | |
| SA-206 | スカイラブ2号 | 1973年 5月25日 | 宇宙ステーションスカイラブ第一次滞在クルーの飛行。地球を404周。サターンIBをサターンV用の発射台から打ち上げるための「ミルク・ストゥール（足場）」を設置しての初の発射                                   | | | |
| SA-207 | スカイラブ3号 | 1973年 7月28日 | スカイラブ第2次滞在クルーの飛行。地球を838周 | | | |
| SA-208 | スカイラブ4号 | 1973年 11月16日 | スカイラブ第3次（最終）滞在クルーの飛行。地球を1,214周 | | | |
| SA-209 | スカイラブレスキュー | 1974年 | スカイラブのレスキュー用として地上に待機。現在はケネディ宇宙センターに展示中。第一段エンジンと機械船は腐食が激しくなったため、1993年から1994年にかけて複製品に置き換えられた                           | スカイラブのレスキュー用として地上に待機。現在はケネディ宇宙センターに展示中。第一段エンジンと機械船は腐食が激しくなったため、1993年から1994年にかけて複製品に置き換えられた                           | スカイラブのレスキュー用として地上に待機。現在はケネディ宇宙センターに展示中。第一段エンジンと機械船は腐食が激しくなったため、1993年から1994年にかけて複製品に置き換えられた | スカイラブのレスキュー用として地上に待機。現在はケネディ宇宙センターに展示中。第一段エンジンと機械船は腐食が激しくなったため、1993年から1994年にかけて複製品に置き換えられた |
| SA-210 | アポロ・ソユーズテスト計画 | 1975年 7月15日 | ソ連のソユーズ宇宙船とのランデブーとドッキング。サターンIB最後の飛行 | | | |
| SA-211 | 未使用。第一段はアラバマ州アードモアの州間高速道路65号線ウェルカム・センターで打ち上げ可能な状態で保存されている。第二段はアラバマ州ハンツビルの航空宇宙博物館で、スカイラブの模型として展示されている | 未使用。第一段はアラバマ州アードモアの州間高速道路65号線ウェルカム・センターで打ち上げ可能な状態で保存されている。第二段はアラバマ州ハンツビルの航空宇宙博物館で、スカイラブの模型として展示されている | 未使用。第一段はアラバマ州アードモアの州間高速道路65号線ウェルカム・センターで打ち上げ可能な状態で保存されている。第二段はアラバマ州ハンツビルの航空宇宙博物館で、スカイラブの模型として展示されている | 未使用。第一段はアラバマ州アードモアの州間高速道路65号線ウェルカム・センターで打ち上げ可能な状態で保存されている。第二段はアラバマ州ハンツビルの航空宇宙博物館で、スカイラブの模型として展示されている | | |
| SA-212 | 未使用。第二段はスカイラブ本体に改造される。なお部品の一部がかつて福岡県北九州市にあったテーマパーク「スペースワールド」に一時保管されていた。                                                         | 未使用。第二段はスカイラブ本体に改造される。なお部品の一部がかつて福岡県北九州市にあったテーマパーク「スペースワールド」に一時保管されていた。                                                         | 未使用。第二段はスカイラブ本体に改造される。なお部品の一部がかつて福岡県北九州市にあったテーマパーク「スペースワールド」に一時保管されていた。                                                         | 未使用。第二段はスカイラブ本体に改造される。なお部品の一部がかつて福岡県北九州市にあったテーマパーク「スペースワールド」に一時保管されていた。                                                         | | |
| SA-213 | 第一段のみ製作。未使用 | 第一段のみ製作。未使用 | 第一段のみ製作。未使用 | 第一段のみ製作。未使用 | | |
| SA-214 | 第一段のみ製作。未使用 | 第一段のみ製作。未使用 | 第一段のみ製作。未使用 | 第一段のみ製作。未使用 | | |